# Produit semi-direct
En théorie des groupes, le produit semi-direct permet de définir un groupe {\displaystyle G} à partir de deux groupes {\displaystyle H} et {\displaystyle K}, et généralise la notion de produit direct de deux groupes.

## Produit semi-direct interne
Un groupe {\displaystyle G} est produit semi-direct interne d'un sous-groupe normal {\displaystyle H} par un sous-groupe {\displaystyle K} si et seulement si l'une des définitions équivalentes suivantes est vérifiée :
- {\displaystyle H\cap K=\{1\}{\text{ et }}G=HK} (en d'autres termes, {\displaystyle H} et {\displaystyle K} sont compléments l'un de l'autre dans {\displaystyle G}) ;
- {\displaystyle \forall g\in G,\exists !(h,k)\in H\times K,g=hk} (tout élément de G s'écrit de manière unique comme produit d'un élément de {\displaystyle H} et d'un élément de {\displaystyle K}) ;
- la restriction à {\displaystyle K} de la surjection canonique {\displaystyle G\to G/H} est un isomorphisme entre {\displaystyle K} et {\displaystyle G/H} ;
- la surjection canonique {\displaystyle G\to G/H\to 1} se scinde par un morphisme {\displaystyle s} tel que {\displaystyle s(G/H)=K}.

La décomposition des éléments de {\displaystyle G} comme produit d'un élément de {\displaystyle H} et d'un élément de {\displaystyle K} est d'une certaine façon compatible avec la loi de composition du groupe. Soit en effet
{\displaystyle g_{1}=h_{1}k_{1}{\text{ et }}g_{2}=h_{2}k_{2}}
deux éléments de {\displaystyle G} ainsi décomposés. On a :
{\displaystyle g_{1}g_{2}=h_{1}k_{1}h_{2}k_{2}=(h_{1}k_{1}h_{2}k_{1}^{-1})(k_{1}k_{2})}
décomposé en un élément {\displaystyle h_{1}k_{1}h_{2}k_{1}^{-1}} de {\displaystyle H} (on utilise ici le fait que {\displaystyle H} est normal), et un élément {\displaystyle k_{1}k_{2}} de {\displaystyle K}.
Dans ce cas, le groupe {\displaystyle K} agit par conjugaison sur {\displaystyle H}, et le groupe {\displaystyle G} est donc isomorphe au produit semi-direct externe, c'est-à-dire au groupe défini par le produit cartésien de {\displaystyle H} par {\displaystyle K} muni de la loi :
{\displaystyle (h_{1},k_{1})(h_{2},k_{2})=(h_{1}(k_{1}h_{2}k_{1}^{-1}),k_{1}k_{2})}
Pour tout {\displaystyle k\in K}, l'application 
{\displaystyle \quad f(k):H\to H:h\mapsto khk^{-1}}
est un automorphisme de {\displaystyle H}. En outre, l'application 
{\displaystyle f:K\to {\text{Aut}}(H):k\mapsto f(k)}
est un morphisme de groupes.

## Produit semi-direct externe
On est donc amené à poser la définition plus générale suivante. Deux groupes, {\displaystyle H} et {\displaystyle K}, et un morphisme {\displaystyle f} de {\displaystyle K} dans le groupe {\displaystyle {\rm {Aut}}(H)} des automorphismes de {\displaystyle H}, étant donnés, on peut définir le produit semi-direct externe {\displaystyle G} de {\displaystyle H} et {\displaystyle K} suivant {\displaystyle f} comme le produit cartésien de {\displaystyle H} et {\displaystyle K} muni de la loi de groupe :
{\displaystyle (h_{1},k_{1})(h_{2},k_{2})=(h_{1}f(k_{1})(h_{2}),k_{1}k_{2})~}
où l'inverse d'un élément {\displaystyle \left(h,k\right)} est {\displaystyle \left(f(k^{-1})(h^{-1}),\ k^{-1}\right)}. 
On peut injecter {\displaystyle H} dans {\displaystyle G} par l'injection canonique {\displaystyle h\ \mapsto \ (h,e_{K})}, et injecter {\displaystyle K} dans {\displaystyle G} par l'injection canonique {\displaystyle k\ \mapsto \ (e_{H},k)}. On vérifie alors que {\displaystyle G} est le produit semi-direct interne de {\displaystyle H} par {\displaystyle K} au sens donné en début d'article. Sous ces identifications, on vérifie également que l'automorphisme {\displaystyle f(k)} est l'automorphisme de conjugaison par {\displaystyle k}. On note
{\displaystyle G=H\rtimes _{f}K} ou tout simplement {\displaystyle G=H\times _{f}K}.
Le cas où {\displaystyle f} est le morphisme trivial de groupe (i.e. {\displaystyle f(k_{1})(h_{2})=h_{2}}) correspond au produit direct.
Soient {\displaystyle H,H_{1},K,K_{1}} des groupes, {\displaystyle f} un morphisme de {\displaystyle H} dans {\displaystyle {\rm {Aut}}(K)}, {\displaystyle f_{1}} un morphisme de {\displaystyle H_{1}} dans {\displaystyle {\rm {Aut}}(K_{1})}. Alors {\displaystyle f} et {\displaystyle f_{1}} peuvent être vus respectivement comme des actions (à gauche) de {\displaystyle H} sur {\displaystyle K} et de {\displaystyle H_{1}} sur {\displaystyle K_{1}} par automorphismes. Si ces actions sont quasi équivalentes (comme actions par automorphismes), les produits semi-directs
{\displaystyle H\rtimes _{f}K} et {\displaystyle H_{1}\rtimes _{f_{1}}K_{1}}
sont des groupes isomorphes.

## Exemples
- Le groupe diédral D2n est le produit semi-direct d'un groupe cyclique Cn d'ordre n par un groupe cyclique C2 d'ordre 2, où l'unité de C2 agit sur Cn comme l'application identique et l'autre élément de C2 agit sur Cn par inversion[3]. Explicitement, le morphisme {\displaystyle f} de C2 dans Aut(Cn) est défini par :si {\displaystyle C_{n}=\langle x\rangle } et {\displaystyle C_{2}=\langle y\rangle }, alors {\displaystyle \forall k\in \{0;1;2;\dots ;n-1\},f(1)(x^{k})=x^{k},f(y)(x^{k})=x^{-k}.}Géométriquement, le groupe Cn est engendré par une rotation, le groupe C2 par une réflexion.
- Le groupe affine est le produit semi-direct du groupe additif formé de l'espace vectoriel E sous-jacent à l'espace affine (isomorphe au groupe des translations), par le groupe linéaire de cet espace vectoriel. Si on identifie l'espace affine à son espace vectoriel E, un élément f du groupe affine est de la forme {\displaystyle f(v)=u+\varphi (v)} où {\displaystyle \varphi } est un élément du groupe linéaire et u un vecteur de E. f est donc défini par la donnée du couple {\displaystyle (u,\varphi )}. La composée des applications affines se traduira alors par la loi de groupe suivante :

- En particulier, le groupe des isométries affines est le produit semi-direct du groupe des translations par le groupe des isométries laissant invariant un point donné.
- Le groupe symétrique est le produit semi-direct du groupe alterné par le groupe engendré par une transposition[4].
- Le groupe linéaire sur un anneau commutatif R est le produit semi-direct du groupe spécial linéaire (des endomorphismes de déterminant 1) par le groupe R× des éléments inversibles de R.
- L'holomorphe d'un groupe G peut être défini comme le produit semi-direct de G par Aut(G) (groupe des automorphismes de G) relativement à l'opération naturelle de Aut(G) sur G.

## Groupe dérivé
Le groupe dérivé D(G) d'un produit semi-direct G = H⋊K est égal au sous-groupe (D(H)[H, K])⋊D(K).
En effet, D(G) est le sous-groupe engendré par la réunion des trois sous-groupes D(H), [H, K] (inclus dans H) et D(K), or l'ensemble produit D(H)[H, K] est un sous-groupe de H, stable par l'action de K donc par celle du sous-groupe D(K).